# آلن دساور
آلن دساور (انگلیسی: Alain Desaever; ۳ اکتبر ۱۹۵۲ – ۶ ژوئن ۲۰۱۴) دوچرخه‌سوار اهل بلژیک بود.